# Авраменко, Андрей Андреевич
Андрей Андреевич Авраменко (Атаман Иван Каменюка, 188? — 1922) — повстанческий атаман; командовал отрядами повстанцев махновского толка, действовавших в период Гражданской войны 1917—1922 гг. в уездах Полтавской, Донецкой, Харьковской губерний.

## Биография
До революции работал батраком в селе Петропавловка, ныне Станично-Луганский район, Луганской области.
С началом Первой мировой войны был призван на флот, служил матросом на Черноморском флоте. В 1917 году присоединился к анархистам. Осенью 1918 года вместе со своим отрядом, который действовал в Старобельском уезде, принимал участие в антигетманском восстании Директории УНР. В марте 1919 года со своим отрядом присоединился к частям Н. Махно.
9 июня 1921 в Купянском уезде, появился отряд Каменюки, численностью до 500 сабель и несколько орудий. Красноармейский истребительный отряд Чуева, который действовал в Купянском уезде и занимался ликвидацией мелкого бандитизма, встретившись с отрядом Каменюки, был полностью разбит. Потери убитыми 85 чел. и 3 пулемета.
В начале июля 1921 отряд Каменюки был разбит в Мариупольском уезде. Каменюка потерял 250 бойцов убитыми, 7 пулеметов, оба орудия с упряжкой и лошадьми 250 снарядов, 10 тыс. патронов, 60 винтовок, 70 подвод и много лошадей. Остатки отряда вместе с атаманом ушли на Луганщину где рассеялись мелкими группами в Старобельском и Луганском районе.
В конце 1921 года Андрей командовал 8 отрядами в Донецкой губернии общей численностью 243 сабли, 4 пулемета, 4 тачанки. В приграничной полосе СКВО действовали такие отряды Федоров, Петренко Петр «Молния», Петрушев и Лодырь в Старобельском уезде, Зайцева в Бахмутском уезде, Филиппов, Погорелов, Данченко в Славянском районе, Куница в Юзовском районе.
В ноябре отряд Андрея численностью 40 сабель покинул Донецкую губернию и направился в Воронежскую губернию где в районе деревни Городище отряд был разбит частями Воронежской ЧК.